# Нож
Нож (от старобългарски nožь, nьziti – означаващо „промушвам“) е режещ инструмент с различни предназначения, който се състои от две части – острие и дръжка.
Острието като правило се изработва от стомана или някакъв друг метал или сплав, но може да е направен и от кост, камък или дърво (напр. бамбук). Дръжката се изработва най-често от дърво, кост, рог, метал или пластмаса. Дръжките на ножовете от изкуствен материал се отливат върху острието, докато дръжките от органични материали се закрепят към острието по различен начин - чрез прикрепване на чирени посредством нитове, набиване на дръжката или нанизване на определен брой пръстени от кожа или дърво.

## Видове
Според това как е заточено острието различаваме три основни вида нож:
- едностранно – само с една режеща страна;
- двустранно – т.нар. кама;
- false edge (фалшив ръб) – с режещ ръб от едната страна и частично заточване откъм гърба на острието.
- извит нож (мокотауган) и всички ножове с технически уклон

Заточването става в различни профили в зависимост от предназначението на ножа.
Ножовете биват два основни типа – с фиксирано острие и сгъваеми, като всеки от двата типа се разделя на множество видове според формата на острието, предназначението, начина на изработка и пр.

## История
Възникнал е в дълбока древност, по време на палеолита. Първите ножове които първобитните хора са ползвали са били каменни (често от кремък). По-късно към ножа са започнали да прикрепят дървена или костна дръжка. Преди около 5000 години човекът се научава да лее метал и остриетата започват да се изработват от мед и бронз. В Южна Америка остриетата се изработват от злато. По-късно ръчната изработка се заменя със заводска, което значително намалява цената. Днес остриетата се правят основно от неръждаема стомана, а за дръжката се предпочита пластмаса.

## Съставни части
Всеки нож се състои от две основни части –острие и дръжка, като всяка от тях има отделни обособени елементи. Формата на острието определя качествата, функциите и предназначението на ножа, а формата на дръжката определя комфорта и функционалността на ножа. Основните части на ножа са:
1. острие
2. дръжка
3. връх на ножа
4. вторичен скос, режещ ръб
5. първичен скос, острие
6. гръб на острието
7. канал
8. незаточена част на острието (рикасо)
9. гард (предпазител)
10. пета (помел)
11. темляк (незадължителен)

## Употреба
Най-широка употреба днес ножовете намират в домакинството, предимно в кухните. Ножовете още се използват в кланниците и месарниците. Те имат много и различни приложения: използват се за клане, дране, обезкостяване, филетиране и много други. Ножовете намират приложение и в лова, риболова и туризма, както и в армията като хладно оръжие.

## Традиционни ножове
- Ножът „улу“ е традиционен нож, използван главно от инуитските жени. Това не е нож за стъргане, както често се приема, а служи за рязане на риба и месо.
- Ножът „Кукури“ е завит боен нож на гурките, легендарните бойци от планините на Непал.
- Ножът „Навая“ е голям, испански сгъваем нож, който се появява през 15-ти век за първи път.
- От края на 17-тото столетие във Франция и околните страни започва да се разпространява един нож, който е разработен от Eustache Dubois. Той има острие с прав режещ ръб, закръглен гръб и видим нит в материала на дръжката.
- Лагиол, (на френски: Laguiole) е традиционен сгъваем нож от Оверн. Елегантен нож, който се използва и като трапезен нож. Храктерно за него е пчела(муха) на гърба на пружината.
- През 1890 Йозеф Опинел разработва един опростен и не особено скъп нож, предназначен за селска работа и с дървена дръжка. Опинел патентова и изработва 12 размера ножове и през 1955 г. добавя допълнителен пръстен за укрепване на острието. Известни са като „Опинел“.
- Нож „Боуи“, наречен на американски пионер и войник от 19-ти век Джеймс Боуи, една от легендите на „Дивия запад“. Това име приема в началото на кариерата си музикантът Дейвид Боуи.
- Нож с гърбично острие наречен още „старонемски трапезен нож“. Поради неговия  специално оформен широк и закръглен връх, с ножа могат да се мажат върху хляба кремообразни продукти и масло. Тези ножове често се заточват тънко и се изработват от въглеродна стомана. По този начин могат да се използват за отрязване и  разделяне на хлебчетата (земели).

- „Навая“, испански сгъваем нож
- Нож Eustache
- Нож „Лагиол“
- Опинел (нож)
- Луксозен нож за бръснене
- „Боуи“ (нож)
- Нож с „гърбично острие“ от въглеродна стомана.